# Laura De Schrijver
Laura De Schrijver (2 februari 1989) is een Belgisch voormalig volleybalster.

## Levensloop
De Schrijver was actief bij VDK Gent. Met deze club won ze eenmaal de Beker van België (2009) en driemaal de Supercup (2010, 2012 en 2014). Ook werd ze in seizoen 2011-'12 derde in de Challenge Cup. In seizoen 2012-'13 kwam De Schrijver uit voor Asterix Kieldrecht. Met deze club won ze dat seizoen de Supercup.